# Megingjord
Megingjord er både navnet på et bælte som Thor bruger og et generelt navn for "styrkebælte". Bæltet har det egenskab at jo mere det bliver spændt, desto større styrke giver det bæreren.
Jættekvinden Grid havde sit ejet megingjord, styrkebælte.
| Nordisk mytologi | Spire Denne artikel om nordisk religion og mytologi er en spire som bør udbygges. Du er velkommen til at hjælpe Wikipedia ved at udvide den. |